# Ebrahim Raisi
Ebrahim Raisol-Sadati (en persa: سید ابراهیم رئیس‌الساداتی‎; Mashhad, 14 de diciembre de 1960-Varzaqan, 19 de mayo de 2024) fue un político y alfaqui iraní, presidente de la República Islámica de Irán desde el 3 de agosto de 2021 hasta su muerte el 19 de mayo de 2024.
Desempeñó varios cargos en el sistema judicial de Irán, como fiscal general entre 2014 y 2016, vicepresidente de la Corte Suprema entre 2004 y 2016 y presidente de la Corte Suprema entre 2019 y 2021. Fue fiscal y fiscal adjunto de Teherán durante las décadas de 1980 y 1990. También fue miembro de la Asamblea de los Expertos desde 2007.
Raisi se postuló como candidato a la presidencia en 2017, por parte del Frente Popular de las Fuerzas de la Revolución Islámica, perdiendo ante el presidente Hasán Rohaní, 57 % a 38,3 %. Se postuló nuevamente para la presidencia en las elecciones de 2021, y ganó con el 61,95 % de los votos.
El 19 de mayo de 2024, murió a causa de un accidente de un helicóptero que lo transportaba, el cual se estrelló en un bosque cerca de Varzaqan.

## Biografía
Ebrahim Raisi nació el 14 de diciembre de 1960 en el seno de una familia de clérigos persas en el distrito Noghan de Mashhad. Su padre, originario de Dashtak, Sistan y Baluchistan, falleció cuando tenía 5 años.

### Formación religiosa
Raisi ingresó en el seminario de Qom a la edad de 15 años, y continuó su educación en el seminario hasta el nivel de cuatro jurisprudencias y principios en la escuela Haqqani. Ingresó a la escuela Navvab, donde estudió por un corto tiempo. Después de eso, fue a la Escuela Teológica Ayatollah Mousavinejad para prepararse para los conceptos básicos de literatura, lógica, significados y expresión.
Durante un tiempo, Raisi se refirió a sí mismo como "ayatolá". Cuando los medios de comunicación iraníes dieron a conocer su "falta de educación religiosa formal y credenciales", Raisi se opuso. Actualmente se refiere a sí mismo como "hoyatoleslam", un título clerical más bajo que el ayatolá en estatus y privilegios.

### Educación académica
Raisi afirma que obtuvo un doctorado en jurisprudencia y derecho privado por parte de la Universidad Shahid Motahari. Durante el debate de las elecciones presidenciales, Mohsén Mehralizadé mencionó que "la educación académica de Ebrahim Reisi era solo de seis clases de alfabetización y que eso no es suficiente para gobernar el país".

## Trayectoria judicial

### Inicios

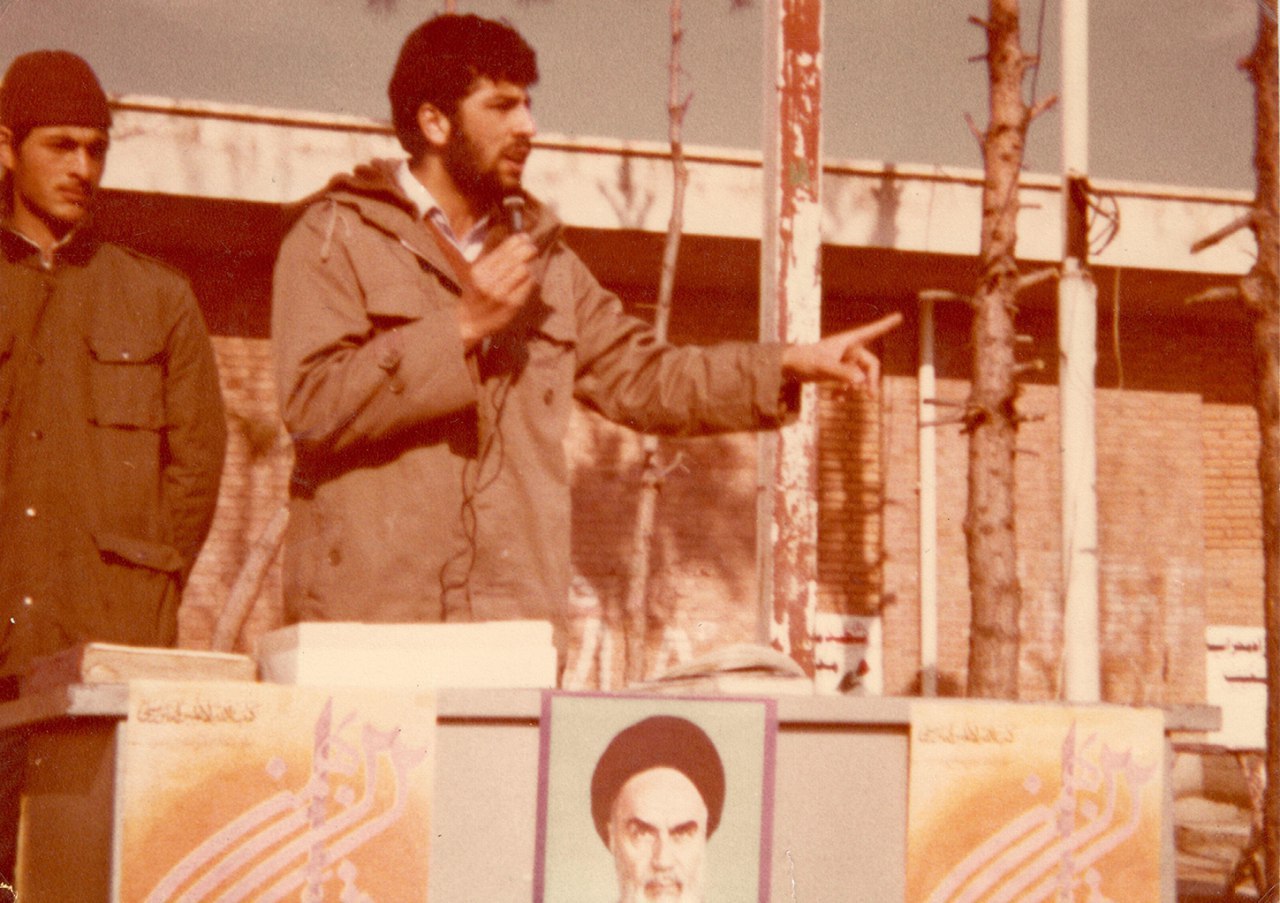
Ebrahim Raisi dando un discurso durante la Guerra entre Irán e Irak.

Raisi comenzó su carrera en el poder judicial en 1980, con solo 20 años, como parte del primer grupo de clérigos jóvenes en ingresar al sistema judicial islámico recíen establecido. En 1981 fue nombrado como fiscal de la ciudad de Karaj. Tiempo después, también fue elegido como físcal de Hamadán, y desempeñó ambos puestos simultáneamente.

### Fiscal adjunto de Teherán
En 1985, fue trasladado a Teherán y nombrado fiscal adjunto. En 1988, llamó la atención de Ruhollah Jomeiní y recibió disposiciones especiales de él, independientes de la estructura del poder judicial, para abordar cuestiones legales en algunas provincias, incluidas Lorestan, Kermanshah y Semnan.

### Cargos judiciales de alto rango
Tras la muerte de Jomeiní y la elección de Alí Jamenei como líder supremo, Raisi fue nombrado fiscal de Teherán por el recién nombrado presidente de la Corte Suprema, Mohammad Yazdi. Ocupó el cargo durante cinco años, de 1989 a 1994. En 1994 fue nombrado jefe de la Agencia Nacional de Inspección.
Fue nombrado vicepresidente de la Corte Suprema en 2004, ocupando el cargo durante 10 años. En 2012, el líder supremo Jamenei lo designó como fiscal general especial del Clero, y en esta posición condenó a Ahmad Montazerí a prisión por publicar la cinta de audio de su padre Hosein Alí Montazerí, que fue interrumpida después de un día de detención por mediación de autoridades de imitación. En 2014, fue nombrado fiscal general de Irán por Sadeq Larijani. Ocupó el cargo hasta 2016, cuando renunció para convertirse en custodio de Astan Quds Razavi.

### Presidente de la Corte Suprema

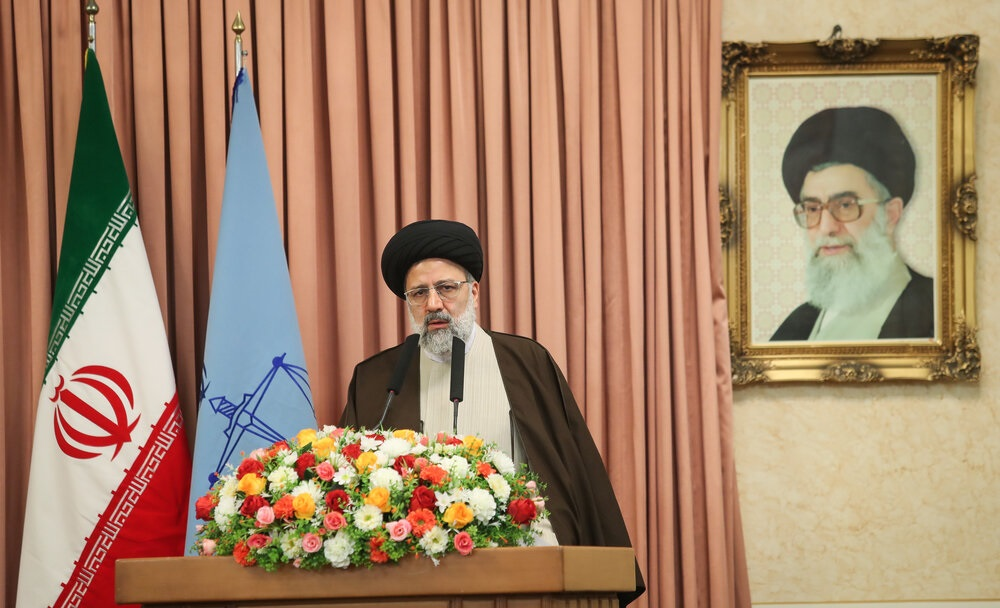
Toma de posesión de Ebrahim Raisi como presidente de la Corte Suprema, en 2019.

El 7 de marzo de 2019, Alí Jamenei nombró a Raisi como presidente de la Corte Suprema, en reemplazo de Sadeq Larijani. Ante el anunció, algunos reformistas apoyaron su nombramiento; mientras que varios activistas por los derechos humanos, así como el Departamento de Estado de los Estados Unidos, criticaron su nombramiento.
Raisi lanzó una campaña contra la corrupción que llevó a la destitución de 60 jueces. La campaña también ha resultado en el arresto de funcionarios de alto nivel, entre ellos el hermano de Hasán Rohaní, Hossein Fereidoun; Hadi Razavi, ministro de trabajo en el gabinete de Rohaní; e Issa Sharifi. Ha presentado una legislación para impedir que los hijos de funcionarios estudien en el extranjero, investigó la posibilidad de otra forma de ejecución que no sea el ahorcamiento y la donación de un órgano del condenado, y apoyó un proyecto de ley para garantizar la seguridad y la dignidad de las mujeres. En febrero de 2021, realizó una visita diplomática a Irak, donde se reunió con el presidente Barham Salih y el primer ministro Mustafa Al-Kadhimi.

### Incidentes

#### Atentado a la oficina del primer ministro
El 30 de agosto de 1981 la oficina del primer ministro de Irán fue bombardeada, matando al presidente Mohammad Alí Rayaí y al primer ministro Mohammad Yavad Bahonar. El caso fue investigado en tres etapas. Cuando Mohammad Mousavi Khoeini asumió como fiscal general de Irán en julio de 1985, decidió ceder el caso a Raisi para continuar con las investigaciones. Varios miembros del ala izquierda del gobierno, entre los cuales se incluía a Khosrow Tehrani, el exjefe del servicio de inteligencia del primer ministro, fueron arrestados y se intentó detener a Behzad Nabavi. Jomeiní convocó a Raisi, al fiscal general Mohammad Mousavi Khoeini y al jefe de la Corte Suprema, Abdul Karim Mousavi Ardebili, y ordenó el cierre del caso. Los prisioneros en este caso fueron puestos en libertad el 28 de junio de 1986.

#### Ejecuciones de presos políticos de 1988
Raisi fue señalado como uno de los cuatro responsables de las ejecuciones de 30 000 personas, entre las que había niños y mujeres embarazadas y presos políticos iraníes en 1988. Formó parte del denominado "Comité de la Muerte" junto con Morteza Eshraqui (fiscal de Teherán), Hossein Ali Nayeri (juez) y Mostafá Purmohammadí (representante del Ministerio de Inteligencia). Raisi ha negado su participación en el comité, añadiendo que algunas personas han sido condenadas y sus sentencias no se han cumplido, y según la orden de Ruhollah Jomeiní, debe verificarse que se cumplen las condiciones para ejecutar la sentencia.
Las ejecuciones de prisioneros políticos iraníes en 1988 fueron una serie ejecuciones sistemáticas de miles de prisioneros políticos en todo Irán por parte del Gobierno, que comenzaron el 19 de julio de 1988 y duraron aproximadamente cinco meses. La mayoría de prisioneros ejecutados formaba parte de la Organización de los Muyahidines del Pueblo de Irán (PMOI), aunque miles de partidarios de otros grupos de izquierda, incluyendo la Fedaian y el Tudeh (Partido Comunista), también fueron ejecutados.
Los asesinatos han sido descritos como una purga política sin precedentes en la historia moderna de Irán, tanto en términos de alcance como de encubrimiento. Sin embargo, el número exacto de prisioneros ejecutados sigue siendo motivo de controversia. Amnistía Internacional, tras entrevistar a decenas de familiares, estima el número en miles; mientras que Hosein Alí Montazerí, entonces líder supremo adjunto de Jomeiní, colocó el número entre 2800 y 3800 en sus memorias, pero una estimación alternativa sugiere que el número excedió los 30 000.
Raisi se encuentra entre los nueve funcionarios iraníes enumerados en noviembre de 2019 sujetos a sanciones por parte del Departamento de Estado de los Estados Unidos debido a presuntos abusos contra los derechos humanos. En el caso de Raisi, por su pertenecía al "Comité de la Muerte".

#### Acontecimientos posteriores a las elecciones de 2009
Tras las denuncias por parte de Mehdí Karrubí de acoso sexual a manifestantes detenidos tras los resultados de las elecciones presidenciales de 2009 en el Centro de Detención de Kahrizak, Raisi fue seleccionado como miembro de un panel especial conformado por tres miembros que investigaba el acoso sexual. El 12 de septiembre, el panel declaró que no hay pruebas que respalden las acusaciones de acoso sexual. Raisi calificó la "cuestión de Kahrizak" como "marginal".
En febrero de 2009, casi una semana después de la ejecución de dos personas acusadas de participar en las protestas electorales en Irán de 2009, anunció que nueve personas más serían ejecutadas pronto. Según él, estas personas "participaron en los disturbios con el motivo de derrocar al régimen".
El 30 de diciembre de 2010, Raisi habló sobre la intención del poder judicial de enjuiciar a los líderes de la oposición. Acusó a Mehdí Karrubí y a Mir-Hosein Musaví de "atacar los valores del sistema" y declaró que el poder judicial enjuiciará resueltamente a los "líderes de la sedición".

## Miembro de la Asamblea de los Expertos

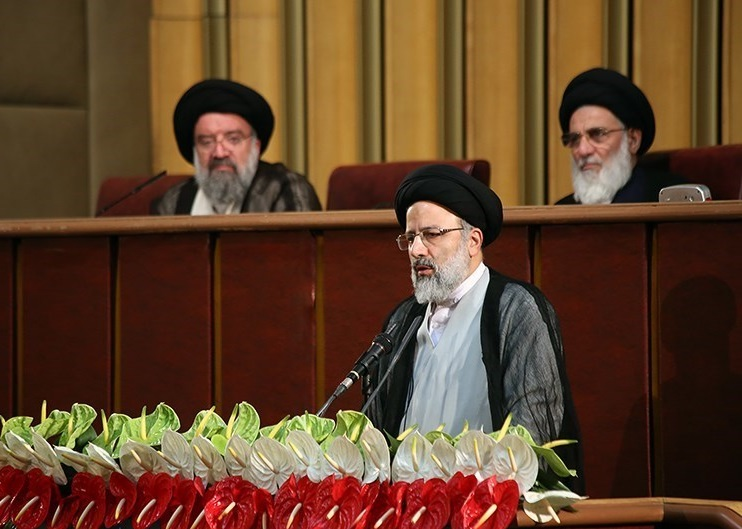
Ebrahim Raisi en la Asamblea de los Expertos, en 2016.

En 2006, se postuló a la cuarta elección de la Asamblea de los Expertos por la provincia de Jorasán del Sur. Entró en la Asamblea junto con Mohammad Ebrahim Rabbani y Ghorban Ali Shahmiri y obtuvo 200 906 votos (68,8 % de los votos). En la quinta elección de la Asamblea de los Expertos de 2016, fue reelegido con 325 048 votos (80 % de los votos).

## Custodio de Astan Quds Razavi
El 8 de marzo de 2016, Alí Jamenei emitió un decreto que designó a Raisi como nuevo custodio de Astan Quds Razavi, tras la muerte de su predecesor Abbas Vaez-Tabasi. Alí Jamenei enumeró servir a los peregrinos del santuario sagrado, especialmente los débiles y necesitados y también servir cerca, especialmente a los pobres y desposeídos como dos responsabilidades importantes de Raisi en su carta de nombramiento.

## Elecciones presidenciales

### Elecciones de 2017

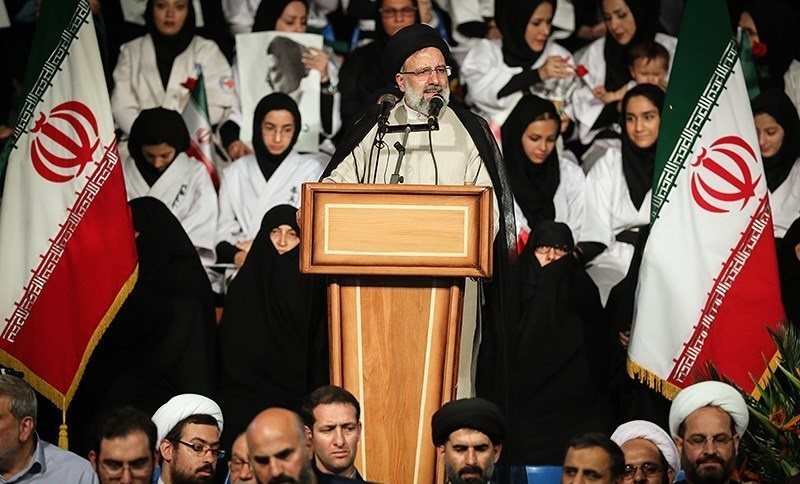
Ebrahim Raisi pronunciando un discurso en Teherán, como candidato presidencial en 2017.

Raisi emergió como uno de los posibles candidatos presidenciales del Frente Popular de las Fuerzas de la Revolución Islámica en febrero de 2017. Su candidatura también fue apoyada por el Frente de Estabilidad de la Revolución Islámica. El 6 de abril de 2017, anunció su disposición a postularse para presidente. El 15 de abril de 2017 registró su candidatura en el Ministerio del Interior y el 20 de abril de 2017 fue aprobada por el Consejo de Guardianes.
En campaña, Raisi hizo hincapié en el desempleo juvenil, la pobreza y la vivienda. Sus promesas incluyeron construir viviendas asequibles, triplicar los subsidios en efectivo para los tres deciles inferiores de la sociedad, entregar viviendas "Mehr" durante su primer año de gobierno, erradicar la corrupción y crear más de un millón de puestos de trabajo.
El 15 de mayo de 2017, solo cuatro días antes de las elecciones, el alcalde de Teherán, Mohammad Baqer Qalibaf, renunció a su candidatura y dio su apoyo a Raisí. Raisi se reunió con Amir Tataloo el último día de la campaña electoral de 2017, el 17 de mayo. Tras la reunión, Tataloo anunció su apoyo a Raisi en las elecciones presidenciales; lo que provocó polémica en los medios.
En las elecciones presidenciales celebradas el 19 de mayo de 2017, Raisi quedó en segundo lugar con 15 786 449 votos (38,30 % de los votos), perdiendo ante el presidente Hasán Rohaní quien obtuvo 23 549 616 votos (57 % de los votos). Raisi no felicitó a Rohaní por su reelección como presidente, y pidió al Consejo de Guardianes que se investigara las "violaciones a la ley" antes y durante las elecciones, con 100 páginas de documentación adjunta.

### Elecciones de 2021

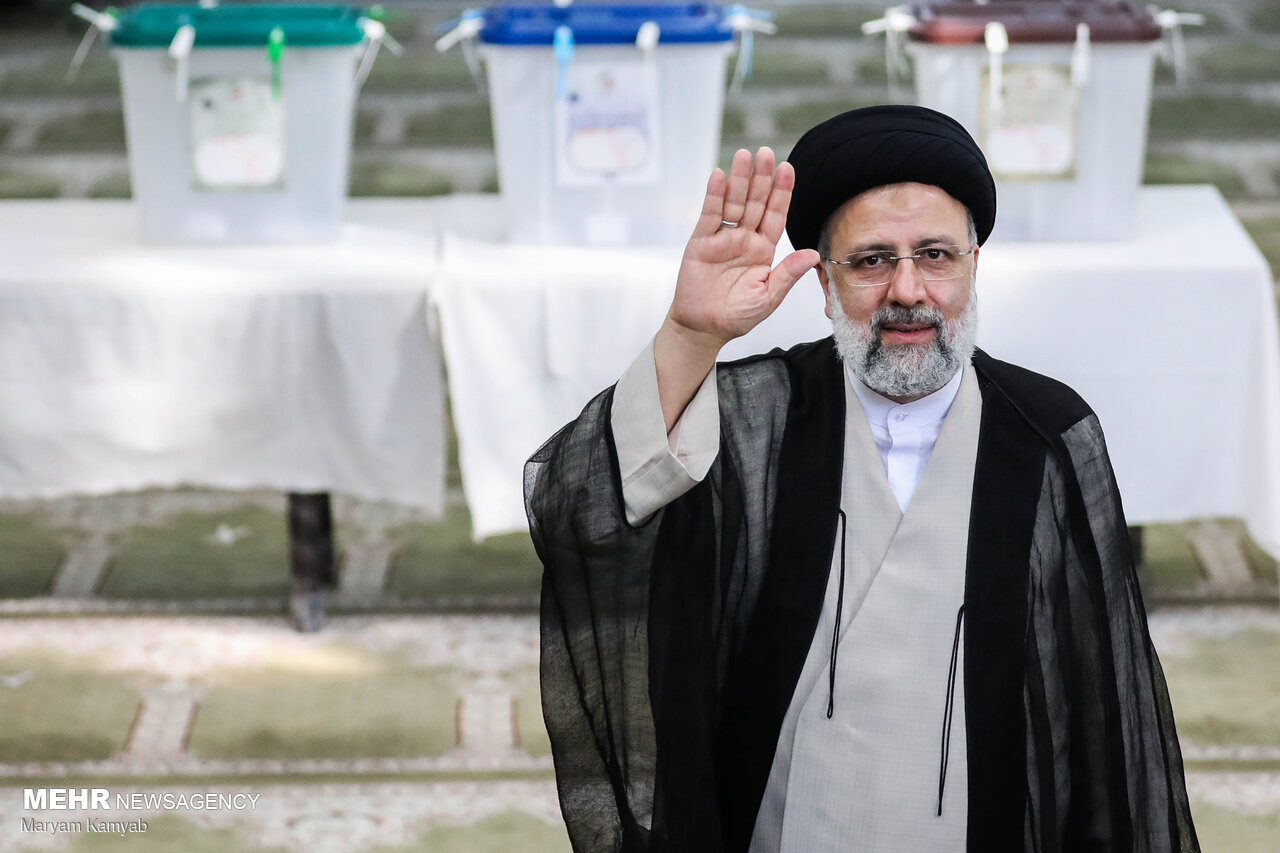
Ebrahim Raisi emitiendo su voto en las elecciones de 2021.

Raisi se postuló en las elecciones presidenciales de 2021 y su candidatura fue aprobada junto con la de otros candidatos conservadores. Fue apoyado formalmente por el Consejo de la Coalición de las Fuerzas de la Revolución Islámica, el Frente de Estabilidad de la Revolución Islámica, el Consejo de Unidad de Fundamentalistas, y la Coalición de Unidad Nacional.
Según informes de varios periodistas y activistas civiles iraníes, el poder judicial iraní les ha advertido sobre sus comentarios electorales. El Servicio de Inteligencia del Cuerpos de la Guardia Revolucionaria Islámica se puso en contacto con varios activistas de los medios de comunicación y les pidió que no publiquen material que critique a Raisi.
El 16 de junio, tanto Alireza Zakani como Saíd Yalilí anunciaron su retiro de la carrera electoral y dieron su apoyo a Raisi.
En las elecciones presidenciales celebradas el 18 de junio, Raisi ganó con 17 926 345 votos (61,95 % de los votos), venciendo por un amplio margen a Mohsén Rezaí y Abdolnaser Hemmati. Con un 48,8 %, la elección tuvo la participación más baja en la historia del país.

## Presidencia
En una ceremonia celebrada el 3 de agosto de 2021, Alí Jamenei ratificó a Raisi como presidente de Irán. En su discurso, declaró que su administración buscará levantar las sanciones impuestas por Estados Unidos, pero que no dejará a los extranjeros decidir como se manejará la economía. El 5 de agosto, Raisi juramentó como presidente ante la Asamblea Consultiva Islámica. A la ceremonia acudieron 260 funcionarios locales y extranjeros.
El 8 de agosto, Raisi nombró a Mohammad Mokhber, líder de la fundación Orden de Ejecución del Imam Jomeini (EIKO), como primer vicepresidente de Irán. Así mismo, nombró a Gholam-Hossein Esmaeili como su jefe de Gabinete. El 11 de agosto, presentó sus nominaciones para el resto de su gabinete. La nominación de Ahmad Vahidi como ministro del Interior provocó la condenación de Argentina e Israel debido a su presunta participación en el atentado a la AMIA ocurrido en 1994 en Buenos Aires. 18 de las 19 nominaciones fueron aprobadas por la Asamblea Consultiva Islámica, siendo la única excepción Hossein Baghgoli, a quién Raisi había elegido como ministro de Educación.
El 20 de agosto, designó a Mohammad Hosseini como vicepresidente de Asuntos Parlamentarios. Cinco días más tarde, designó a Mohsén Rezaí como vicepresidente de Asuntos Económicos. Esta última decisión reavivó la disputa diplomática con Argentina. Rezaí también era buscado por la justicia argentina por su presunta participación en el atentado. Argentina condenó el nombramiento de Rezaí y añadió que "Irán debe cooperar con la investigación".

### Política exterior
Tras la caída de Kabul a manos de los talibanes, Raisi declaró que la retirada de tropas estadounidenses de Afganistán ofrecía la posibilidad de estabilizar el país. Así mismo, declaró que apoyaría la formación de un gobierno inclusivo en Afganistán. El 4 de septiembre, instó a que Afganistán celebrara elecciones para formar un nuevo gobierno lo más pronto posible. El 18 de septiembre, afirmó que no permitiría que ningún grupo terrorista, incluido el Estado Islámico, se asentara a lo largo de su frontera con Afganistán.
Raisi canceló un viaje a Ginebra en diciembre de 2023 debido a acusaciones en su contra por torturas y asesinatos de prisioneros en 1988 y podría enfrentar arresto.

## Vida personal

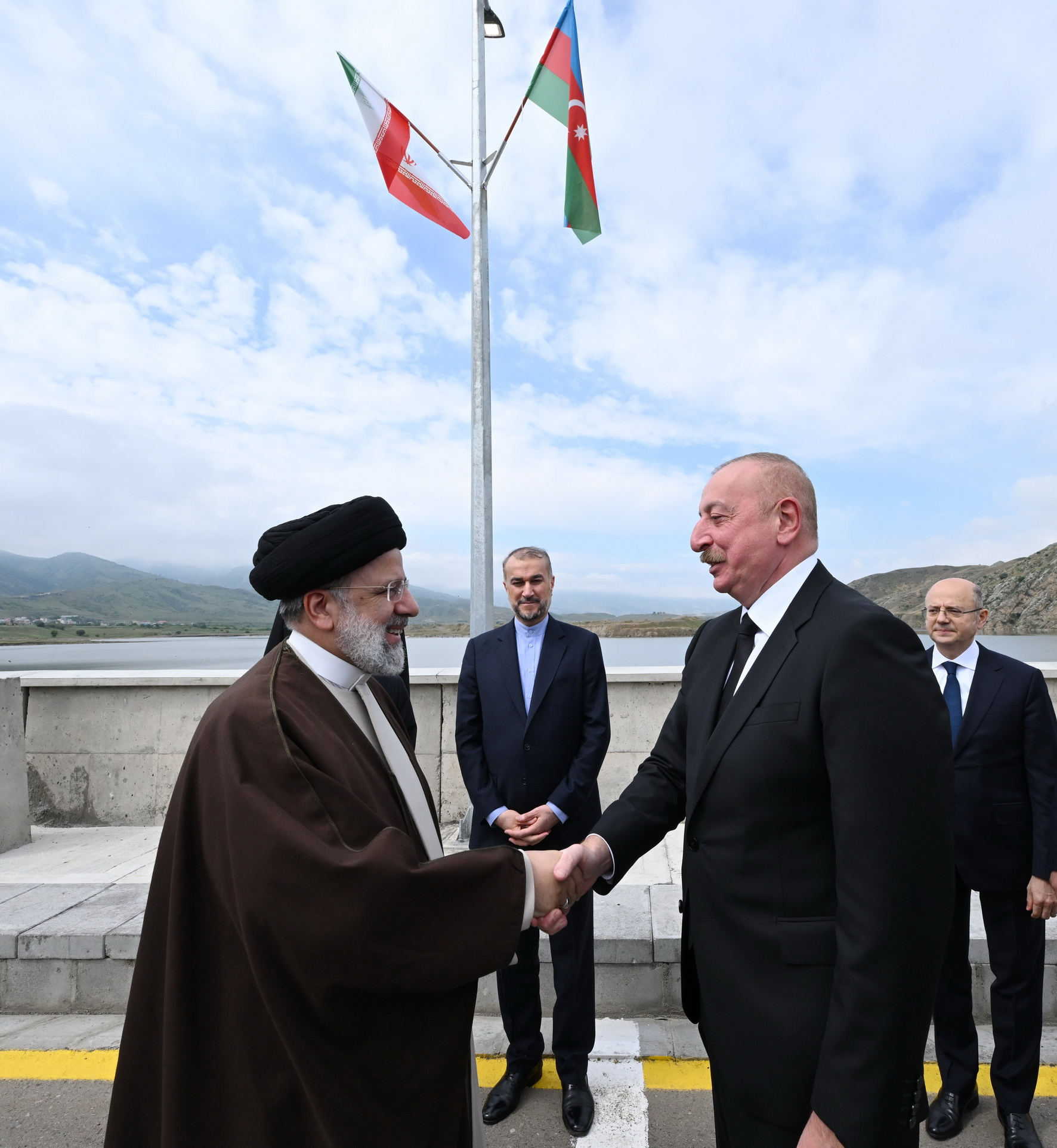
Raisi con Ilham Aliyev en la frontera con Azerbaiyán el 19 de mayo de 2024, horas antes de su muerte.

Raisi estaba casado con Jamileh-Sadat Alamolhod, la hija de Ahmad Alamolhoda, Imam de la oración del viernes de Mashhad y representante del líder supremo en Jorasán Razaví. Su esposa recibió un doctorado en filosofía de la educación de la Universidad Tarbiat Modares en 2001, es profesora asociada de la Facultad de Ciencias de la Universidad Shahid Beheshti, directora del Instituto de Investigación de Estudios Básicos en Ciencia y Tecnología de la Universidad Shahid Beheshti y titular de la Comisión de Educación del Consejo de la Revolución Cultural.
Raisi tiene dos hijas y dos nietos. Una de sus hijas está estudiando un doctorado en sociología en la Universidad de Teherán, y la otra hija recibió una licenciatura en física de la Universidad Tecnológica de Sharif. Ambas están casadas.

## Muerte
El 19 de mayo de 2024, el presidente Raisi, el ministro de Relaciones Exteriores Hossein Amir-Abdollahian y varios otros funcionarios murieron cuando el helicóptero en el que viajaban se estrelló cerca del pueblo de Uzi, en la provincia de Azerbaiyán Oriental. La agencia semi-oficial de noticias de Irán, Mehr News, los describió como «mártires en el accidente». Raisi es el segundo presidente de Irán que muere en el cargo, después de Mohammad-Ali Rajai, quien falleció en un atentado en 1981.
La muerte de Raisi provocó reacciones mixtas entre el público en Irán, con algunos de luto y otros celebrando.